# Laundry Service
Laundry Service (с англ. — «Прачечная служба») — пятый студийный и первый англоязычный альбом колумбийской певицы Шакиры, выпущенный 13 ноября 2001 года на лейбле Epic Records. После выпуска пластинки Dónde Están los Ladrones?, которая имела успех в Латинской Америке, Испании и латиноамериканском сообществе США, Глория Эстефан побудила Шакиру записать диск на английском языке, поскольку чувствовала, что у певицы есть потенциал на англоязычной музыкальной сцене. Изначально Шакира не решалась взяться за альбом, но в итоге решила усерднее учить английский, чтобы самой писать и переводить песни. Название пластинки, по словам певицы, отражает её взгляды на любовь и музыку. В испаноязычных странах диск вышел в январе 2002 года под названием Servicio de Lavandería. В музыкальном плане Laundry Service выдержан в стиле поп-рока с элементами различных жанров, включая андскую музыку, данс-поп, рок-н-ролл, ближневосточную музыку и танго. В песнях затрагиваются темы любви и отношений. Все треки в альбоме написала и спродюсировала Шакира под руководством Эмилио Эстефана.
Всего из альбома было выпущено шесть синглов. Ведущим стала композиция «Whenever, Wherever», которая имела мировой успех и возглавила чарты многих стран, включая Австралию, Австрию, Францию, Германию, Италию и Испанию. Следующий сингл, «Underneath Your Clothes», закрепился на первых строчках хит-парадов Австралии, Австрии и Бельгии. Оба трека попали в первую десятку чартов Великобритании и США. В качестве третьего сингла была выпущена композиция «Objection (Tango)», которая пользовалась успехом в хит-парадах по всему миру. Испаноязычные синглы «Te Dejo Madrid» и «Que Me Quedes Tú» вошли в первую десятку испанского чарта, а последний также возглавил латиноамериканские хит-парады США. Композиция «The One», выпущенная в качестве последнего сингла с Laundry Service, имела умеренный успех. В рамках промокампании альбома Шакира отправилась в свой первый мировой гастрольный тур Tour of the Mongoose, посетив множество городов и стран.
Laundry Service получил смешанные отзывы критиков. Многие рецензенты высоко оценили сочетание различных музыкальных стилей на пластинке и вокальные способности певицы, однако некоторые обозреватели сочли альбом заурядным. Диск возглавил хит-парады многих стран, включая Австралию, Австрию, Бельгию, Канаду и Швейцарию, а также вошёл в первую пятёрку чартов Аргентины, Франции, Германии, Испании и Великобритании. Альбом закрепился на третьей строчке американского хит-парада Billboard 200. Laundry Service получил многочисленные сертификации по всему миру и стал седьмым самым продаваемым альбомом 2002 года. По всему миру было продано 20 миллионов экземпляров диска. Зал Славы Рок-н-ролла включил альбом в список «200 влиятельнейших альбомов в истории» под 172 номером.

## История создания
В 1998 году Шакира выпустила второй студийный альбом на крупном лейбле под названием Dónde Están los Ladrones?, который имел успех в Испании и Латинской Америке. Пластинка получила положительные отзывы критиков, сравнивавших её с работами канадской певицы Аланис Мориссетт, и продержалась 11 недель на вершине хит-парада Billboard Top Latin Albums. Dónde Están los Ladrones? стал первым альбомом Шакиры, получившим платиновый статус в США. Композиция «Ojos Así» в стиле арабской музыки стала самой узнаваемой песней с пластинки.
После успеха Dónde Están los Ladrones? Глория Эстефан и её муж Эмилио Эстефан, который на тот момент занимался менеджментом Шакиры, решили попытаться вывести Шакиру на современную англоязычную поп-сцену. Изначально представители лейбла Epic Records были против записи альбома на английском языке, предпочитав выпустить диск на испанском с несколькими англоязычными композициями. Глория Эстефан убедила Томми Моттолу, главу Sony Music Entertainment в том, что американская аудитория не будет покупать альбом на испанском языке всего лишь из-за нескольких песен на английском, и Моттола к ней прислушался.

### Запись

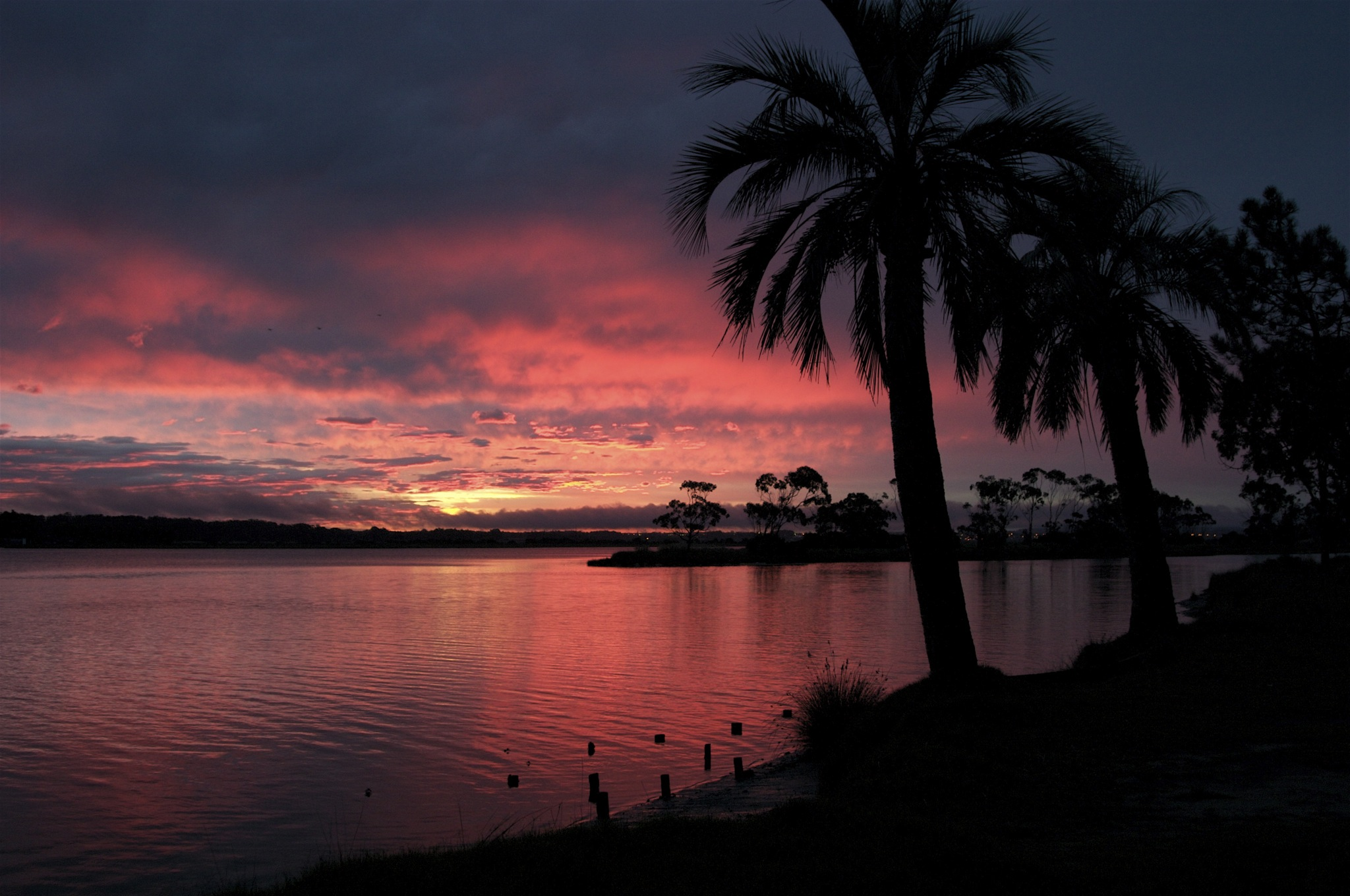
Для записи альбома Шакира установила портативные студии в сельской местности Уругвая

Поначалу Шакира не решалась записывать песни на английском языке, поскольку он не был для неё родным. Глория Эстефан предложила Шакире перевести композицию «Ojos Asi» на английский, чтобы показать певице, что песню можно «хорошо перевести». Затем Шакира начала сама переводить песню и вскоре показала перевод Эстефан, которая ответила: «Честно признаться, я не смогла бы перевести лучше!». Поскольку Шакира хотела взять полный контроль над пластинкой, она решила усерднее учить английский, чтобы самой писать и переводить песни. Желая найти способ «выражать свои мысли, чувства и повседневные истории на английском», певица купила словари рифм, начала анализировать тексты песен Боба Дилана, читать поэтические произведения Леонарда Коэна и Уолта Уитмена и брать частные уроки английского.
Первой англоязычной композицией, которую написала Шакира, стала «Objection (Tango)». Завершив работу над песней, певица решила написать ещё десять треков и начала устанавливать портативные студии в сельской местности Уругвая. Она писала песни «со словарём в одной руке, и с тезаурусом — в другой». По словам Шакиры, многие песни повествуют о её «опыте и чувствах, а также о том, что она пережила в жизни». Певица выступила основным продюсером пластинки. Помимо неё, в работе над диском принимали участие Глория Эстефан, Лестер Мендес, Луис Фернандо Очоа и Тим Митчелл.

## Музыка и тексты песен
Laundry Service — альбом в стиле поп-рока с элементами других музыкальных жанров. На композицию «Eyes Like Yours» (англоязычная версия «Ojos Así») оказала влияние ближневосточная музыка. В песне «Objection (Tango)», в которой преобладает музыкальный стиль танго, присутствуют элементы рок-н-ролла. Трек включает в себя гитарное соло и бридж, где Шакира исполняет речитатив. Композиция «Whenever, Wherever» сочетает в себе поп-рок и андскую музыку; в песне используются такие андские инструменты, как флейта Пана и чаранго.
На некоторые песни оказала влияние танцевальная музыка; так, в треке «Rules» заметны элементы новой волны, а «Ready for the Good Times» навеяна диско. В пауэр-балладе «Underneath Your Clothes», в которой Шакира поёт «напряжённым» голосом, используются медные духовые инструменты в стиле английской рок-группы The Beatles. Мелодия этой песни имеет сходство с композицией американской группы The Bangles «Eternal Flame». Другая пауэр-баллада с пластинки, «The One», напоминает песню The Beatles «Michelle». Значительное влияние на композиции «Fool» и «Poem to a Horse» оказал рок. Многие критики сравнивали «Fool» с работами Аланис Мориссетт. В треке «Poem to a Horse» имеются элементы инди и содержится духовая секция в стиле соула и гитарные риффы, которые присутствуют в песнях американской гранж-группы Nirvana. Laundry Service также включает в себя несколько испаноязычных композиций: «Que Me Quedes Tú», «Te Dejo Madrid», «Suerte» (испанская версия «Whenever, Wherever») и «Te Aviso, Te Anuncio (Tango)» (испанская версия «Objection (Tango)»).
Тексты большинства песен повествуют о любви. «Underneath Your Clothes» — «ода» позитивному настроению, которое человек обретает благодаря отношениям с хорошим человеком. «The One» представляет собой песню о том, как девушка «сильно любит своего парня» и собирается «научиться ради него готовить». В треке «Rules» Шакира стремится заставить своего возлюбленного понять, что он «обречён» на неё, и перечисляет всё, «на что способен новый бойфренд». Композиции «Objection (Tango)» и «Fool» также затрагивают тему любви, но в ином ключе. В «Objection (Tango)» Шакира призывает своего возлюбленного покончить с любовным треугольником и сделать выбор между ней и другой девушкой, заявляя: «Рядом с её дешёвым силиконом я выгляжу довольно просто / Вот почему ты меня не замечаешь». «Fool» повествует о том, как Шакира пытается построить отношения с «эгоцентричным» человеком даже после того, как потерпела «унизительное поражение».

## Продвижение и релиз

### Релиз
13 ноября 2001 года состоялся релиз альбома в Австралии, Италии, США, Франции и Швейцарии. В латиноамериканских странах пластинка вышла в январе 2002 года под названием Servicio de Lavandería. В Великобритании релиз диска состоялся 11 марта того же года. 12 ноября вышло ограниченное издание альбома под названием Laundry Service: Washed and Dried, которое включало в себя три дополнительных ремикса и бонус-диск с мультимедийным контентом, связанным с треком и клипом «Objection (Tango)».
По словам Шакиры, название диска отражает её страсть к любви и музыке. Эти два элемента певица сравнивала с водой и мылом. Обложку альбома разработала сама певица. На ней крупным планом изображена Шакира, а на её руке нарисована татуировка в виде названия пластинки.

### Синглы
В августе 2001 года вышел ведущий сингл из альбома «Whenever, Wherever». Песня пользовалась весомым успехом, возглавив хит-парады Австралии, Австрии, Франции, Германии, Италии и многих других стран. «Whenever, Wherever» стал первым синглом Шакиры, попавшим в американский чарт Billboard Hot 100; песня закрепилась на шестой строчке. Трек оставался наиболее успешным синглом Шакиры в Hot 100 до 2006 года, пока хит-парад не возглавила композиция «Hips Don’t Lie». В британском чарте песня заняла второе место. Испаноязычная версия композиции «Suerte» возглавила хит-парад Испании и американский чарт Billboard Hot Latin Songs. «Whenever, Wherever» получил несколько платиновых сертификаций в Австралии, Бельгии, Швейцарии и одну платиновую в Великобритании. Режиссёром видеоклипа на эту песню выступил Фрэнсис Лоуренс.
В феврале 2002 года вышел второй сингл «Underneath Your Clothes». Песня возглавила чарты Австралии, Австрии и Бельгии и получила платиновые сертификации в этих странах. Трек также попал в первую пятёрку хит-парадов многих других стран. В американском чарте Billboard Hot 100 композиция закрепилась на девятой позиции, а в британском хит-параде добралась до третьей. После выхода на экраны видеоклипа на эту песню, снятого Хербом Ритцем, сеть музыкальных магазинов Tower Records изъяла из продажи альбом Шакиры в Аргентине. Это было связано с тем, что в видео снялся возлюбленный Шакиры Антонио де ла Руа; его отец, Фернандо де ла Руа, который в то время был президентом Аргентины, ушёл в отставку «в разгар глубоких экономических и политических потрясений в стране», и решение приостановить продажи альбома певицы в Аргентине было «прямым протестом против Антонио Де ла Руа, а не Шакиры».
Третьим синглом с Laundry Service стала композиция «Objection (Tango)», выпущенная в июне 2002 года. Трек попал в первую десятку чартов многих стран, а также вошёл в первую пятёрку австралийского и нидерландского хит-парадов. Сингл получил платиновый статус в Австралии и золотой во Франции. «Objection (Tango)» закрепилась на 55-й позиции в американском хит-параде Billboard Hot 100 и на 17-й — в британском чарте. Режиссёром видео на эту композицию выступил Дэйв Мейерс.
Четвёртый сингл с пластинки, «Te Dejo Madrid», вышел в августе 2002 года. Композиция закрепилась на седьмом месте в испанском хит-параде, но была менее успешна в латиноамериканских чартах США, добравшись до 45-й строчки в Billboard Hot Latin Songs. После выхода клипа испанский матадор Хулиан Лопес Эскобар, известный под псевдонимом Эль Хули, подал иск против рекорд-лейбла Шакиры за использование сцен одного из его выступлений в видео без его согласия.
В ноябре 2002 года состоялся релиз пятого сингла с Laundry Service «Que Me Quedes Tú». Песня возглавила латиноамериканские хит-парады США Hot Latin Songs и Latin Pop Airplay, а также закрепилась на десятой строчке в испанском чарте.
В декабре 2002 года вышел шестой и последний сингл из альбома «The One». Трек имел умеренный успех, попав в первую двадцатку чартов многих стран. Режиссёрами клипа на эту песню выступили Эстебан Сапир и Рамиро Агулла.

### Тур

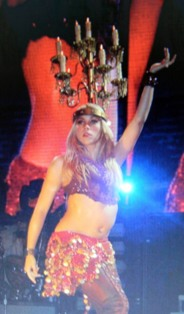
Шакира исполняет композицию «Whenever, Wherever» на одном из концертов в рамках тура Tour of the Mongoose

В рамках промокампании пластинки Шакира отправилась в свой первый мировой гастрольный тур Tour of the Mongoose, который проходил с 2002 по 2003 год. В общей сложности певица посетила 50 городов и 30 стран; первое концертное шоу состоялось в Сан-Диего. Тур спонсировали различные мировые бренды, включая Reebok и Pepsi. Для перевозки всей команды было забронировано семь автобусов и десять трейлеров. Площадь сцены составляла 350 квадратных метров. Вместе с Шакирой выступал музыкальный коллектив из девяти человек. На концертах использовалась пиротехника и «шестифутовое пламя, которое стреляло со сцены». Решение назвать тур в честь мангуста Шакира объясняла следующим образом:

Мангуст — одно из немногих животных, которые могут победить самых ядовитых змей всего одним укусом. И вот почему я решила именно так назвать свой тур; я считаю, что если в каждом из нас живёт маленький мангуст, способный победить ненависть, обиду и обыденные предрассудки, мы, вероятно, сможем выиграть битву. Оригинальный текст (англ.)[...] the mongoose is basically one of the few animals who can defeat the most venomous snakes with just one bite," she said. "And that's why I decided to name my tour that way, because I think that if we all have a little mongoose inside that can defeat the hatred and the resentment and the prejudice of everyday, we can probably win the battle.

Кроме того, на тематику тура значительно повлияли политические взгляды певицы; так, во время исполнения композиции «Octavo Día» из альбома Dónde Están los Ladrones? демонстрировался фильм с кукольными карикатурами на Президента США Джорджа Буша и Президента Ирака Саддама Хусейна, которые играли в шахматы, а их ходы контролировала Смерть с косой. В сет-лист вошли восемь песен с Laundry Service. На концертах Шакира исполняла танец живота и играла на различных музыкальных инструментах, в частности, на губной гармонике, ударной установке, гитаре и электрогитаре. Помимо собственных композиций, певица также выступала с кавер-версиями песни группы Aerosmith «Dude (Looks Like a Lady)» и песни группы AC/DC «Back in Black».
В 2004 году вышел концертный альбом Live & Off the Record, в который вошли записи с выступления в Роттердаме и документальный фильм о закулисной жизни певицы. Диск получил платиновый статус во Франции и золотой в США.

## Восприятие

### Реакция критиков
| Оценки критиков      | Оценки критиков |
| Источник             | Оценка          |
| -------------------- | --------------- |
| AllMusic             | [ 3 ]           |
| Billboard            | (положительная) |
| Entertainment.ie     | [ 68 ]          |
| Entertainment Weekly | C-              |
| The Guardian         | [ 16 ]          |
| Pitchfork            | 7,6/10          |
| PopMatters           | (смешанная)     |
| Роберт Кристгау      | A-              |
| Rolling Stone        | [ 72 ]          |
| Yahoo! Music         | [ 19 ]          |

Laundry Service получил смешанные отзывы критиков. Мнения рецензентов относительно продюсирования пластинки разделились. Алекс Хендерсон с сайта AllMusic высоко оценил способности Шакиры петь и писать песни на английском языке, отметив, что певица «поёт по-английски довольно убедительно». По мнению обозревателя, так же как и испаноязычные альбомы Шакиры, Laundry Service получился довольно разноплановым: «она успешно сочетает поп-рок со всем, чем только можно, начиная от танго в „Objection (Tango)“ и андской музыки в „Whenever, Wherever“ до ближневосточных мелодий в „Eyes Like Yours“». В заключение Хендерсон подчеркнул, что хотя наиболее значимым альбомом Шакиры остаётся Dónde Están los Ladrones?, Laundry Service — «отличный англоязычный дебют южноамериканской певицы». Обозревателю журнала Billboard также пришлось по вкусу сочетание различных музыкальных стилей на пластинке; кроме того, рецензент положительно оценил вокальные данные певицы. На сайте Entertainment.ie назвали тексты песен «абсурдными», а музыку, которая «вводит головокружительное танго, звенящие гитарные соло и причудливые речитативы в привычный шаблон софт-рока», — «не менее странной». По мнению обозревателей, несмотря на то что Laundry Service сложно назвать «прекрасным альбомом», «профессионализм Шакиры вряд ли можно отрицать», и в сегодняшней поп-индустрии «он заслуживает, как минимум, двух аплодисментов».
Алексис Петридис из британской газеты The Guardian высказал мнение, что «начиная с необъяснимого названия и далее, Laundry Service — очень своеобразная пластинка». Журналист отметил, «в каждой песне есть по крайней мере один настолько нелогичный и эксцентричный момент, что альбом мог бы сойти за работу рок-сюрреалиста Капитана Бифхарта». По словам Петридиса, хотя Laundry Service нельзя назвать «новаторским произведением искусства, его ветхое продюсирование и легковесные тексты удивительны и неповторимы». Музыкальный критик Роберт Кристгау назвал Laundry Service «альбомом Шер, который она не записала», объяснив это влиянием восточной музыки на творчество Шакиры, и отметил, что «колумбийская звезда предпочитает настоящий испанский рок». Кристгау высоко оценил композиторские способности певицы, её сильное вибрато и частые изменения в тембре её голоса во время пения.
В то же время альбом был раскритикован рядом обозревателей. Дэвид Брауни из Entertainment Weekly назвал диск «пределом кроссоверных кошмаров» и высказал мнение, что сочетание различных музыкальных стилей сделало звучание пластинки очень запутанным: «блёклый ска-поп, псевдо-баллады в стиле кантри и посредственный рок едва ли придают испанский акцент или какое-либо музыкальное наследие». Мэтт Цибула с сайта PopMatters оценил тексты некоторых песен, однако подчеркнул, что Laundry Service не похож на альбом, «который Шакира очень хотела выпустить»: «он очень глянцевый, попсовый и претенциозный». Обозреватель отозвался о пластинке как о «заурядной», и по его мнению, причиной этой заурядности могло послужить участие Эстефанов в продюсировании диска, поскольку «они не считаются продвинутыми и первоклассными» продюсерами. Эрнест Лехнер из журнала Rolling Stone высоко оценил вокальные способности певицы, назвав её голос «безумным и красивым инструментом», но подчеркнул, что из-за «батальона продюсеров и авторов» Шакира звучит в альбоме «совершенно глупо». Журналист также раскритиковал её попытку «придать пикантность песням заметными оттенками латиноамериканского фольклора».
Некоторые рецензенты раскритиковали первый англоязычный альбом Шакиры за неуклюжие рифмы в текстах песен. Элизабет Мендес Берри в своей статье для журнала Vibe отметила, что «в то время как испаноязычные альбомы певицы блистали элегантной игрой слов, музыка и тексты этой пластинки переполнены клише. [...] Для любителей англоязычного латино тексты песен лучше оставить на воображение».

### Коммерческий успех

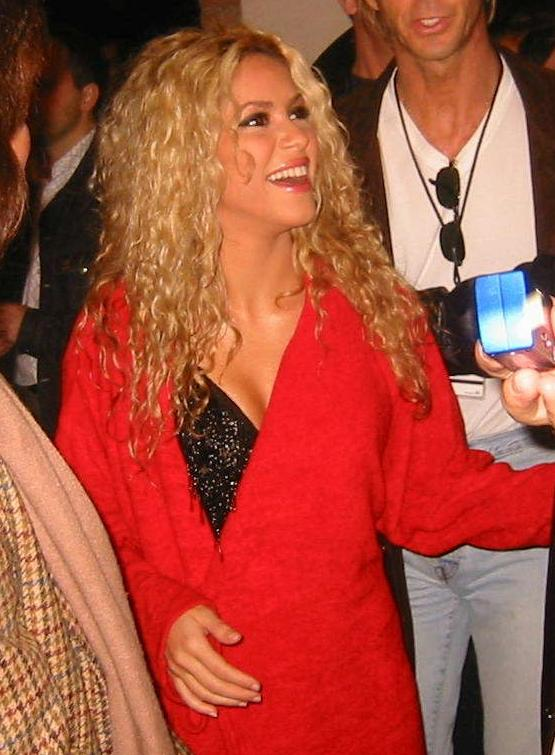
Шакира на концерте в рамках тура Tour of the Mongoose

Laundry Service имел весомый коммерческий успех во многих странах. Диск дебютировал и закрепился на третьей строчке в американском хит-параде Billboard 200, в первую неделю в США было продано 202 000 экземпляров. В общей сложности альбом провёл в чарте 62 недели. Пластинка также заняла шестую позицию в хит-параде Billboard Top Internet Albums. Меньше, чем через месяц после релиза, Laundry Service был распродан в количестве одного миллиона экземпляров. В итоге продажи пластинки в США превысили три миллиона экземпляров, и Американская ассоциация звукозаписывающих компаний трижды присвоила ей платиновый статус. По состоянию на март 2014 года в США продано 3 526 000 экземпляров диска, и таким образом он остаётся самым продаваемым альбомом Шакиры в этой стране. Laundry Service также возглавил канадский хит-парад, а позже ему пять раз присвоили платиновый статус в Канаде за 500 000 проданных экземпляров.
В австрийском хит-параде альбом дебютировал под пятым номером, а позже поднялся на первую строчку, проведя в общей сложности 71 неделю в чарте. Всего в Австрии было продано 80 000 экземпляров диска, за что ему дважды присвоили платиновый статус в этой стране. В чарте Фламандского региона Бельгии пластинка закрепилась на первом месте, а в Валлонском — на пятом. Дебютировав под сороковым номером в финском хит-параде, Laundry Service вскоре добрался до первой позиции и продержался в чарте 49 недель. К 2007 году альбому трижды присвоили платиновый статус в Финляндии, всего было продано 90 140 экземпляров. Во французском хит-параде альбом дебютировал под девятым номером и через три недели закрепился на пятом месте, продержавшись в чарте в общей сложности 89 недель. Вскоре диск дважды получил платиновый статус во Франции за 600 000 проданных экземпляров и оставался наиболее продаваемым альбомом Шакиры в этой стране до 2011 года, пока пластинка Sale el Sol не получила бриллиантовую сертификацию. В немецком чарте альбом занял вторую строчку, проведя в хит-параде 31 неделю. В общей сложности в Германии было продано 750 000 экземпляров диска, за что ему пять раз присвоили золотой статус. В венгерском чарте пластинка закрепилась на четвёртом месте и оставалась наиболее успешным альбомом Шакиры в этом хит-параде до 2010 года, пока Sale el Sol не занял ту же позицию. Диск вскоре получил платиновый статус в Венгрии.
В итальянском чарте альбом дебютировал под третьим номером, а через неделю поднялся на второе место, уступив первую строчку пластинке Аланис Мориссетт Under Rug Swept. В испанском хит-параде Servicio de Lavanderia занял вторую позицию. В 2006 году диск вернулся в чарт, присоединившись к двум другим альбомам Шакиры Fijación Oral, Vol. 1 и Oral Fixation, Vol. 2. В итоге альбому пять раз присвоили платиновый статус в Испании, его продажи превысили 500 000 экземпляров. Laundry Service возглавлял хит-парад Швеции в течение трёх недель и дважды получил платиновый статус в этой стране. В швейцарском чарте пластинка дебютировала под 81-м номером и позже добралась до первой позиции, проведя в хит-параде 84 недели. Вскоре продажи альбома в Швейцарии достигли 200 000 экземпляров и ему пять раз присвоили платиновую сертификацию в этой стране. В британском хит-параде Laundry Service дебютировал под третьим номером, позже добравшись до второй позиции. Продажи диска в Великобритании превысили 600 000 экземпляров, за что он дважды получил платиновый статус. К 2002 году в Европе было продано свыше четырёх миллионов экземпляров пластинки и IFPI четырежды присвоила ей платиновый статус.
Laundry Service стал первым альбомом Шакиры, попавшим в австралийский хит-парад; диск дебютировал под вторым номером, а позже поднялся на первую строчку, проведя в чарте в общей сложности 54 недели. Впоследствии он оказался вторым наиболее продаваемым альбомом в Австралии по итогам 2001 года, уступив первенство пластинке американского рэпера Эминема The Eminem Show. Австралийская ассоциация звукозаписывающих компаний шесть раз присвоила диску платиновый статус. Альбом также хорошо продавался в Новой Зеландии, закрепившись на четвёртой позиции в национальном чарте и продержавшись в нём 47 недель. В 2003 году пластинка трижды получила платиновый статус в этой стране, её продажи превысили 45 000 экземпляров.
Согласно IFPI, в 2002 году Laundry Service был седьмым наиболее продаваемым альбомом в мире, получив платиновые сертификации в 32 странах и золотые — в десяти. В 2020 году Official Charts Company поместила диск на 81-ю строчку в рейтинге 100 самых успешных женских альбомов века в Великобритании.

### Награды и номинации
Laundry Service принёс Шакире ряд наград и номинаций. В 2002 году диск одержал победу на премии American Latino Media Arts Award в категории «Альбом года», а сама Шакира была признана «Выдающейся исполнительницей». В том же году на первой церемонии MTV Video Music Awards Latin America (VMALA) певица получила пять наград в номинациях: «Артист года», «Видео года» (за клип «Suerte»), «Исполнительница года», «Поп-исполнитель года» и «Лучший исполнитель Северной Латинской Америки». Laundry Service был также номинирован на премию Premios Oye! как «Запись года»; саму Шакиру признали «Лучшей международной исполнительницей» и «Лучшей латиноамериканской поп-исполнительницей». В 2002 году на церемонии «Ло Нуэстро» пластинка принесла Шакире награду «Выбор зрителей» в категории «поп-рок».
В 2003 году на NRJ Music Awards Laundry Service назвали «Лучшим международным альбомом», сингл «Whenever, Wherever» — «Лучшей международной песней», а Шакиру — «Лучшей международной исполнительницей». В России альбом получил премию «Рекордъ» в номинации «Зарубежный альбом года». Диск также получил номинацию «Международный альбом года» на Juno Awards.

## Наследие
Коммерческий успех альбома сделал Шакиру одной из самых успешных кроссоверных исполнителей; Стив Хьюи с сайта AllMusic назвал её «самой успешной кроссоверной исполнительницей в латиноамериканской поп-музыке после Дженнифер Лопес» и «поп-сенсацией», ставшей благодаря «своеобразному поэтическому чутью и сексуальному образу из видеоклипов, построенному на танце живота». Успех пластинки вызвал также значительную негативную реакцию: многие раскритиковали Шакиру за попытку «вписаться в американский рынок» после того, как та перекрасила волосы из тёмного цвета в светлый, и называли «продажной». В одном из своих интервью певица прокомментировала такую реакцию следующим образом: «Я знаю, моим латиноамериканским поклонникам трудно это принять. И я хочу, чтобы мой успех стал хорошей новостью для моей страны. Но обычно, когда растёт кто-то, кто вам близок, само слово „расти“ становится синонимичным уходу. Мои волосы — просто совпадение. Я перекрасила их больше двух с половиной лет назад». С другой стороны, кроссоверный успех Шакиры считался «сильным культурным заявлением», поскольку музыкальный стиль певицы отражал её смешанную этничность.

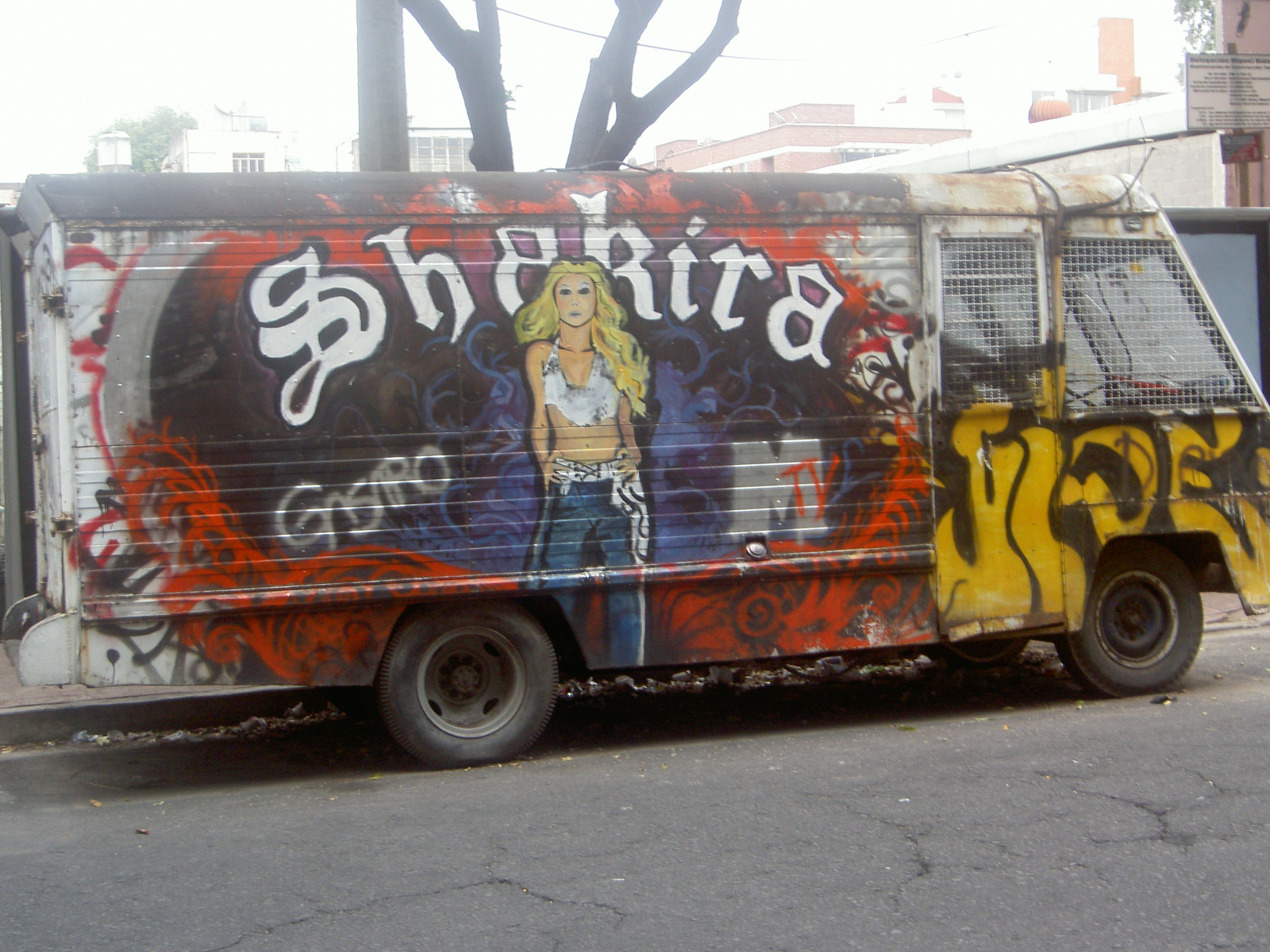
Рисунок Шакиры на фургоне в Португалии, похожий на один из промоснимков для альбома

В 2002 году певица дала интервью журналисту и писателю Габриэлю Гарсиа Маркесу, лауреату Нобелевской премии по литературе, который был поражён «фантастическим уровнем её работы» и отметил, что «музыка Шакиры имеет собственный отпечаток, непохожий ни на один другой; никто не может петь и танцевать с такой невинной чувственностью, которая, кажется, её собственным изобретением, в каком бы то ни было возрасте». В США и Великобритании Шакиру начали сравнивать с американской поп-певицей Бритни Спирс, так как обе были похожи внешне. Однако, по мнению музыкальных критиков, вокальный стиль Шакиры отличался от манеры пения Спирс; Тед Кесслер из британской газеты The Observer назвал Шакиру «оперной дивой» и подчеркнул, что она обладает гораздо более сильными голосовыми данными, нежели Спирс. Кроссоверный успех Шакиры вдохновил других латиноамериканских исполнителей и те начинали пробовать выйти на англоязычный музыкальный рынок; англоязычный дебют мексиканской певицы Паулины Рубио с альбомом Border Girl сравнивали с дебютом Шакиры.
После выхода песни «Whenever, Wherever» она стала известна благодаря строчке «Я счастлива, что у меня небольшие груди, и ты не спутаешь их с горами», которая часто приводится в пример необычных текстов певицы. По словам Стива Хьюи с сайта AllMusic, мнение критиков относительно англоязычных текстов Шакиры разделились, но «почти все они признали её необычную поэтическую образность». Хьюи также отметил, что композиция «Whenever, Wherever» «стремительно сделала певицу звездой в англоязычном мире».

## Список композиций
Все тексты написаны Шакирой.
| №                   | Название                       | Автор(ы)                                       | Продюсер(ы)                               | Длительность |
| ------------------- | ------------------------------ | ---------------------------------------------- | ----------------------------------------- | ------------ |
| 1.                  | «Objection (Tango)»            | Шакира                                         | Шакира, Лестер Мендес[a]                  | 3:44         |
| 2.                  | «Underneath Your Clothes»      | Шакира, Мендес                                 | Шакира, Мендес[a]                         | 3:45         |
| 3.                  | «Whenever, Wherever»           | Шакира, Тим Митчелл, Глория Эстефан            | Шакира, Митчелл[a]                        | 3:16         |
| 4.                  | «Rules»                        | Шакира, Мендес                                 | Шакира, Мендес[a]                         | 3:40         |
| 5.                  | «The One»                      | Шакира, Глен Баллард                           | Шакира, Мендес[a]                         | 3:43         |
| 6.                  | «Ready for the Good Times»     | Шакира, Мендес                                 | Шакира, Мендес[a]                         | 4:14         |
| 7.                  | «Fool»                         | Шакира, Брендан Бакли                          | Шакира, Бакли[a], Мендес[a]               | 3:51         |
| 8.                  | «Te Dejo Madrid»               | Шакира, Митчелл, Джордж Норьега                | Шакира, Мендес[a], Митчелл[a], Норьега[a] | 3:07         |
| 9.                  | «Poem to a Horse»              | Шакира, Луис Фернандо Очоа                     | Шакира, Очоа[a]                           | 4:09         |
| 10.                 | «Que Me Quedes Tú»             | Шакира, Очоа                                   | Шакира, Очоа[a]                           | 4:48         |
| 11.                 | «Eyes Like Yours (Ojos Asi)»   | Шакира, Эстефан[b], Хавьер Гарза, Пабло Флорес | Шакира, Гарза, Флорес                     | 3:58         |
| 12.                 | «Suerte (Whenever, Wherever)»  | Шакира, Митчелл                                | Шакира, Митчелл[a]                        | 3:16         |
| 13.                 | «Te Aviso, Te Anuncio (Tango)» | Шакира                                         | Шакира, Мендес[a]                         | 3:43         |
| Общая длительность: | Общая длительность:            | Общая длительность:                            | Общая длительность:                       | 49:14        |

| №                   | Название                       | Длительность |
| ------------------- | ------------------------------ | ------------ |
| 1.                  | «Suerte (Whenever, Wherever)»  | 3:16         |
| 2.                  | «Underneath Your Clothes»      | 3:45         |
| 3.                  | «Te Aviso, Te Anuncio (Tango)» | 3:43         |
| 4.                  | «Que Me Quedes Tú»             | 4:48         |
| 5.                  | «Rules»                        | 3:40         |
| 6.                  | «The One»                      | 3:43         |
| 7.                  | «Ready For The Good Times»     | 4:14         |
| 8.                  | «Fool»                         | 3:51         |
| 9.                  | «Te Dejo Madrid»               | 3:07         |
| 10.                 | «Poem To A Horse»              | 4:09         |
| 11.                 | «Eyes Like Yours (Ojos Así)»   | 3:58         |
| 12.                 | «Whenever, Wherever»           | 3:16         |
| 13.                 | «Objection (Tango)»            | 3:44         |
| Общая длительность: | Общая длительность:            | 49:14        |

| №   | Название   | Автор(ы)              | Продюсер(ы)           | Длительность |
| --- | ---------- | --------------------- | --------------------- | ------------ |
| 14. | «Ojos Así» | Шакира, Гарза, Флорес | Шакира, Гарза, Флорес | 3:57         |

| №   | Название                                        | Продюсер(ы)             | Длительность |
| --- | ----------------------------------------------- | ----------------------- | ------------ |
| 14. | «Whenever, Wherever» (Sahara mix)               | Tamer Zeltoun Arabic[c] | 3:57         |
| 15. | «Underneath Your Clothes» (акустическая версия) | Тим Митчелл             | 3:57         |
| 16. | «Objection (Tango)» (афропанк-версия)           | Митчелл                 | 3:54         |

| №  | Название                                                         | Длительность |
| -- | ---------------------------------------------------------------- | ------------ |
| 1. | «Objection (Tango)» (выступление на MTV Video Music Awards 2002) | 4:02         |
| 2. | «MTV's Making of Objection (Tango)»                              | 15:20        |
| 3. | «Objection (Tango)» (видеоклип)                                  | 4:32         |

Примечания
- ↑  означает сопродюсера
- ↑  перевод на английский язык оригинальной испаноязычной композиции «Ojos Así»
- ↑  ремикс сделан Хани Камай

## Участники записи
Информация адаптирована с сайта AllMusic.
- Шакира — вокал, продюсирование, аранжировки, слова и музыка к песням, гармоника, дизайн обложки
- Эмилио Эстефан[англ.] — исполнительный продюсер, перкуссия
- Терри Мэннинг — инжиниринг
- Хавьер Гарза — продюсирование, инжиниринг, сведение, аранжировки
- Тим Митчелл — продюсирование, аранжировки, гитара, мандолина, программирование
- Лестер Мендес — продюсирование, аранжировки, аранжировки горна, клавишные
- Пабло Флорес — продюсирование, аранжировки, программирование
- Тед Дженсен — мастеринг
- Луис Фернандо Очоа — аранжировки, гитара, клавишные
- Хорхе Каландрелли — аранжировки, фортепианные аранжировки
- Дэвид Кэмпбелл — дирижёр, струнные аранжировки
- Альфред Фигероа — инжиниринг
- Кевин Диллон — координатор производства
- Стивен Менезес — студийный координатор
- Адам Зиммон — гитара
- Тим Пирс — гитара
- Брайан Рэй — гитара
- Пол Бушнелл — бас-гитара
- Хулио Эрнандес — бас-гитара
- Пабло Аслан — акустическая бас-гитара[англ.]
- Брендан Бакли — ударные, перкуссия
- Абрахам Лабориэль — ударные
- Эйб Лабориел-младший — ударные
- Эдвин Бонилья — перкуссия
- Ричард Браво — перкуссия
- Арчи Пена — перкуссия
- Дэвид Алсина — перкуссия

## Позиции в чартах

### Недельные чарты
| Чарт (2001—2002)          | Высшая позиция |
| ------------------------- | -------------- |
| Австралия                 | 1              |
| Австрия                   | 1              |
| Аргентина                 | 3              |
| Бельгия (Фландрия)        | 1              |
| Бельгия (Валлония)        | 5              |
| Великобритания            | 2              |
| Венгрия                   | 4              |
| Германия                  | 2              |
| Греция                    | 1              |
| Дания                     | 3              |
| Европа                    | 1              |
| Ирландия                  | 2              |
| Испания                   | 1              |
| Италия                    | 2              |
| Канада                    | 1              |
| Новая Зеландия            | 4              |
| Норвегия                  | 1              |
| Нидерланды                | 1              |
| Португалия                | 1              |
| Словакия                  | 2              |
| США (Billboard 200)       | 3              |
| США (Top Internet Albums) | 1              |
| Франция                   | 5              |
| Финляндия                 | 1              |
| Уругвай                   | 3              |
| Швеция                    | 1              |
| Швейцария                 | 1              |
| Южная Корея               | 15             |
| Япония                    | 5              |